# Hiéroglyphe égyptien I2
Pour les articles homonymes, voir Tortue (homonymie).
Le hiéroglyphe égyptien I2 (tortue) est classifiée dans la section I « Amphibiens, reptiles, etc. » de la liste de Gardiner ; cet hiéroglyphe y est noté I2. 

## Représentation
Il représente une tortue d'eau douce (Trionyx triunguis ?).
Il est translittéré štyw.

## Utilisation
| S · t | G4 | I2 |

| S · t | G4 | I2 |